# Yavia cryptocarpa

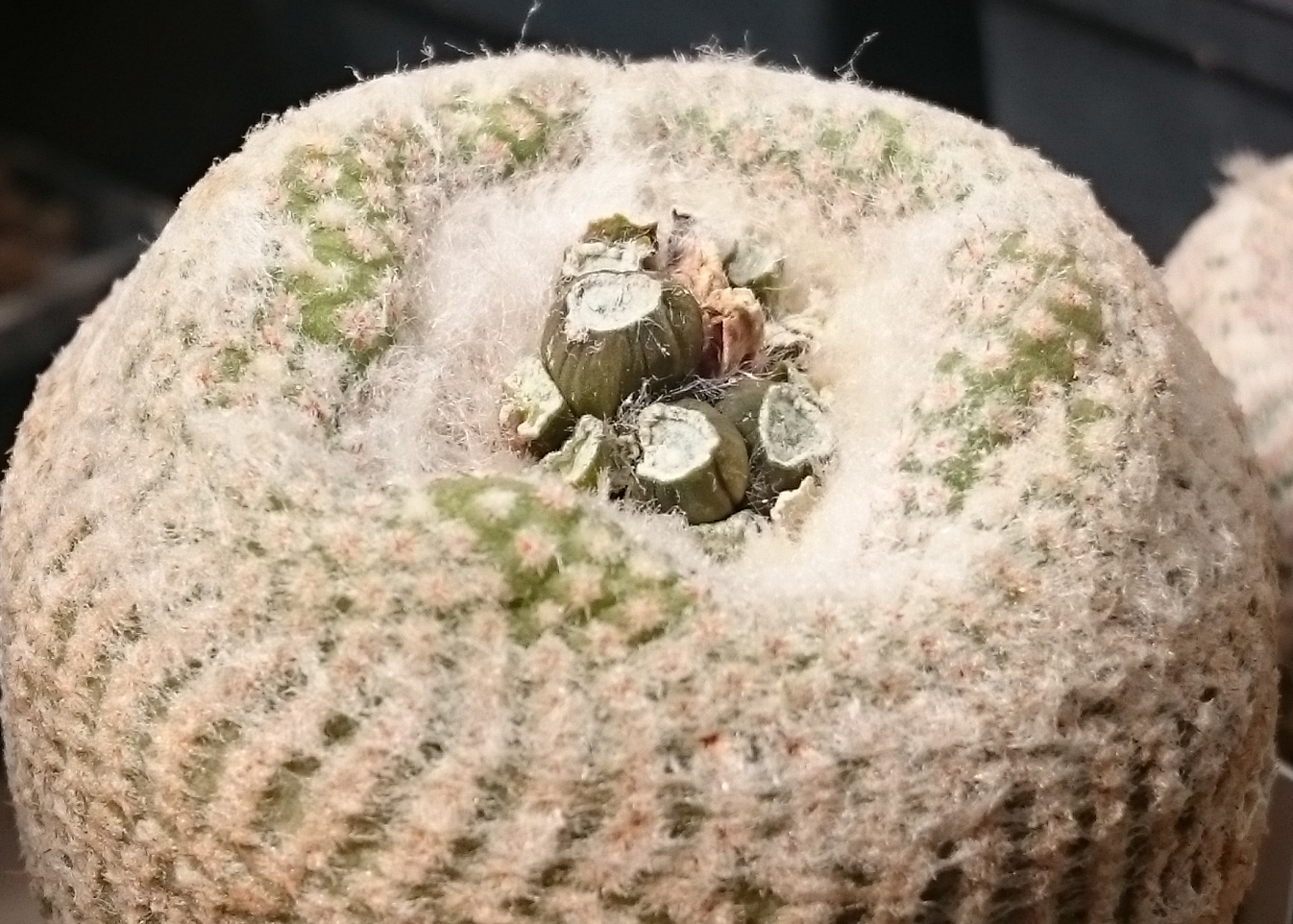
Früchte

Yavia cryptocarpa ist die einzige Pflanzenart der monotypischen Gattung Yavia in der Familie der Kakteengewächse (Cactaceae). Der botanische Name der Gattung verweist auf das argentinische Departamento Yavi, den Fundort des Holotypus.  Das Artepitheton cryptocarpa leitet sich von den griechischen Worten kryptos für ‚verborgen ‘ sowie karpos für ‚Frucht‘ ab und verweist auf die im Scheitel der Pflanzen vom Wollfilz verborgenen Früchte.

## Beschreibung
Die gewöhnlich einzeln wachsende Yavia cryptocarpa hat einen zylindrisch bis umgekehrt kegelförmigen, grünen Pflanzenkörper, der Wuchshöhen zwischen 0,5 und 1,5 Zentimeter und Durchmesser von 1,3 bis 2,5 Zentimeter (selten 3 Zentimeter) erreicht. Der obere Teil ist flach, der Scheitel ist 5 bis 8 Millimeter eingesenkt. Die länglichen Areolen sitzen auf winzigen, wenig ausgeprägten Höckern, die auch fehlen können. Sie sind etwa 1 Millimeter lang und etwa 0,5 Millimeter breit. Aus ihnen entspringen 8 bis 15 rosafarbene Dornen, die im Alter glasig-weiß werden.
Die Blüten haben eine Länge von 10 Millimeter und einen Durchmesser von 20 Millimeter. Der bis 5 Millimeter lange und 2 Millimeter breite Blütenbecher ist kahl. Blütenhülle ist kegelförmig. Die äußeren, oliven Blütenblätter sind spatelig, 4 Millimeter lang und 2,5 Millimeter breit. Die inneren, lanzettlichen, 6 bis 7 Millimeter langen und 3 bis 4 Millimeter breiten Blütenblätter sind weiß bis rosa mit einem weißlichen Rand.
Die umgekehrt kegelförmigen, kahlen, kleinen Früchte sind in der Scheitelvertiefung eingebettet und vom Wollfilz der jungen Areolen umgeben. Sie enthalten wenige, dunkelbraune und mehr oder weniger ovale Samen.

## Verbreitung, Systematik und Gefährdung
Yavia cryptocarpa ist im Norden der argentinischen Provinz Jujuy im Grenzgebiet zu Bolivien in Höhenlagen von etwa 3700 Metern verbreitet.
Die ersten Exemplare wurden im Februar 1986 durch Roberto Kiesling entdeckt. Die damals gesammelten Exemplare gingen jedoch verloren. Erst im Jahr 2000 konnten neue Exemplare gesammelt und kultiviert werden. Die gemeinsam mit Jörg Piltz verfasste Erstbeschreibung erschien im März 2001 in Kakteen und andere Sukkulenten, der Zeitschrift der Deutschen Kakteen-Gesellschaft.
Ein nomenklatorisches Synonym ist Blossfeldia cryptocarpa (R.Kiesling & Piltz) Halda (2003).
In der Roten Liste gefährdeter Arten der IUCN wird die Art als „Endangered (EN)“, d. h. als stark gefährdet geführt.

## Nachweise

## Weiterführende Literatur
- R. Kiesling, O. Ferrari: Yavia cryptocarpa – conservation action on a new and interesting cactus. In: British Cactus and Succulent Journal. Band 21, Nummer 1, S. 20–25 (JSTOR:42793831).